# Cheiracanthium furax
Cheiracanthium furax är en spindelart som beskrevs av Ludwig Carl Christian Koch 1873. Cheiracanthium furax ingår i släktet Cheiracanthium, och familjen sporrspindlar.
Artens utbredningsområde är Samoa. Inga underarter finns listade.